# محمد المسقطي

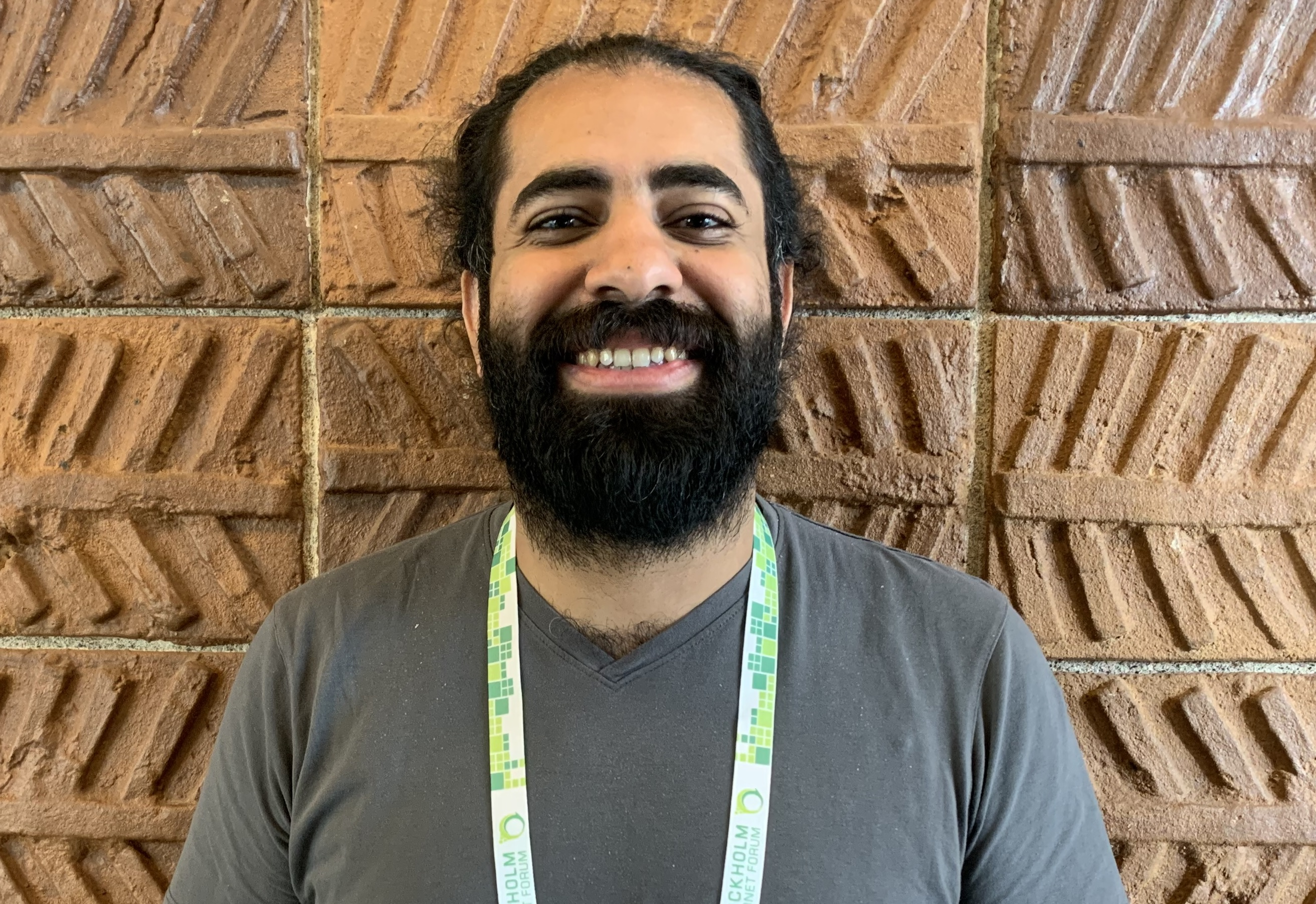
محمد المسقطي خلال منتدى استوكهولم للانترنت 2019

محمد عبد النبي المسقطي ناشط في مجال حقوق الإنسان بحريني ومستشار الأمن الرقمي في منظمة فرونت لاين ديفندرز للشرق الأوسط وشمال أفريقيا. المسقطي مؤسس جمعية شباب البحرين لحقوق الإنسان التي قادت إلى قيام احتجاجات عام 2011.

## تشكيل جمعية شباب البحرين لحقوق الإنسان وتهمة منظمة غير مسجلة
يعمل المسقطي رئيسا لجمعية شباب البحرين لحقوق الإنسان وهي منظمة تنظم ورش عمل تدريبية وتوثق انتهاكات حقوق الإنسان وتشارك في تشكيل شبكة إقليمية للنشطاء الشباب في مجال حقوق الإنسان في ثماني دول عربية. كجزء من العمل الجماعي فإن المسقطي يضغط من أجل حرية المدون المصري كريم عامر وكذلك الإبلاغ عن الاتجار بالبشر في البحرين.
في يونيو 2005 حاولت الجمعية تسجيلها كمنظمة غير حكومية مع الحكومة البحرينية ولكن رفض الطلب. رغم ذلك واصل الفريق عمله واستدعي المسقطي إلى المحكمة في عام 2007 بتهمة قيادة منظمة غير مسجلة وصدر ضده حكم بالسجن ستة أشهر. أصدرت منظمة حرية التعبير الدولية للتبادل نداء عبر البريد الإلكتروني للقيام بحملة نيابة عنه واصفة اعتقاله بأنها مجرد أحدث مثال على استخدام الحكومة التدابير القضائية لإسكات الناشطين في مجال حقوق الإنسان. تم تأجيل محاكمة المسقطي في وقت لاحق حتى عام 2009 وفي يونيو 2010 ثبتت التهمة على المسقطي وحكم عليه بدفع غرامة قدرها 500 دينار بحريني (حوالي 1000 يورو). احتج مركز البحرين لحقوق الإنسان على الحكم واصفا إياه بأنه استمرار لسياسة السلطة في البحرين لتقييد مؤسسات المجتمع المدني".

## دوره في احتجاجات عام 2011
في فبراير 2011 شهدت البحرين سلسلة واسعة النطاق لاحتجاجات مؤيدة للديمقراطية كجزء من الربيع العربي. كان المسقطي والجمعية نشطين في دوار اللؤلؤة في العاصمة المنامة التي سرعان ما أصبحت مركزا للاحتجاجات. من بين مطالب المحتجين كان دستور جديد واستبدال رئيس الوزراء خليفة بن سلمان بن حمد آل خليفة عم ملك البحرين الذي يشغل المنصب منذ عام 1971 برئيس وزراء منتخب. في مارس ذكر اسمه في رسالة نصية تهدده بالقتل وزعت على نطاق واسع مما تسبب في دعوة منظمة العفو الدولية السلطات البحرينية إلى التحقيق وتزويده بالشرطة لحمايته. نتيجة لذلك وقال أنه تلقى عددا من التهديدات بالقتل عبر الهاتف.
في 9 أبريل قام رجال شرطة ملثمين بشن غارة قبل الفجر على منزل السيد عبد الهادي الخواجة المؤسس المشارك لمركز البحرين لحقوق الإنسان. زعم المسقطي أن الضباط الذين ألقوا القبض عليه ضربوه ووضعوا أحذيتهم على عنقه بعدما تم تكبيل يديه ووضع وجهه على الأرض ولكن في وقت لاحق أطلقوا سراحه بعدما تعرفوا عليه. تم نقل الخواجة إلى السجن.
يوم 1 يونيو عقب انتهاء 11 أسبوع من الأحكام العرفية ساعد المسقطي في تنظيم سلسلة من الاحتجاجات المنسقة في كل البحرين وخصوصا في القرى ذات الأغلبية الشيعية غير السعيدين مع العائلة المالكة السنية في البحرين. في أواخر عام 2011 اعتقل ولكن أطلق سراحه بعدها. احتج على اعتقاله في تقرير لمنظمة مراسلون بلا حدود «أعداء الإنترنت». في ديسمبر قال أن حياته مستهدفة مرة أخرى وهذه المرة عن طريق عادل فليفل مسؤول أمن الدولة السابق عن طريق الكتابة على تويتر.
في فبراير 2012 شارك المسقطي في الذكرى السنوية الأولى لاحتجاجات دوار اللؤلؤة وقدم تقارير إلى وكالات الأنباء الدولية عن طريق الهاتف أن الشرطة كانت «تقتحم منازل من يشتبه في أنهم يأوون المتظاهرين وذلك باستخدام الغاز المسيل للدموع وإغلاق الطرق واعتقال الناس.»